# Jupiter Beyond
Jupiter Beyond – pierwszy album studyjny holenderskiego projektu muzycznego Area 51, wydany w 2004. Kompozytorami wszystkich utworów byli Michiel van der Kuy oraz Rob van Eijk. Producentem wykonawczym był Humphrey Robertson ze szwajcarskiej wytwórni Hypersound Productions. Album składa się dziewięciu premierowych utworów oraz trzech nagrań van der Kuya, opublikowanych trzy lata wcześniej pod marką Rygar.

## Historia nagrania
Dla obu kompozytorów, tworzących wcześniej albumy dla Laserdance i Proxyon, praca nad nowym materiałem oznaczała pożegnanie z dotychczasową, analogową technologią produkcji muzyki. Obaj przestawili się na komputerową technologię wirtualnych syntezatorów VSTi oraz oprogramowanie Cubase na PC. Jedynie przy tworzeniu wokalnych ścieżek z użyciem vocodera, Michiel korzystał ze starego analogowego modułu Roland JP-8080, a Rob z Korg DVP-1 Digital Voice Processor. Album powstawał w nietypowy sposób. Z uwagi na to, iż Michiel mieszkał wówczas w Hiszpanii, a Rob w Holandii, każdy pisał część utworów samodzielnie. Komunikacja i konsultacje odbywały się telefonicznie, ponieważ Michiel nie posiadał wówczas połączenia z Internetem. Wspólnie pracowali nad albumem dopiero podczas miksowania i masteringu.

## Spis utworów
1. "Introx" - 1:51
2. "Journey in my Mind" - 5:52
3. "Sector 9" - 6:16
4. "Into Oblivion" - 5:23
5. "From the Sun" - 6:23
6. "Virus" - 5:57
7. "Martian Storm" - 6:19
8. "Imminent Attack" - 6:07
9. "Sonic Mission" - 4:59
10. "Silverstar" - 6:13
11. "Fire when ready" - 5:39
12. "Bionic Man" - 6:06